# 娄底东站
娄底东站位于湖南省娄底市娄星区周家湾，是沪昆铁路及益湛铁路的接轨站。车站由广州局集团娄底车务段管辖，目前仅办理货运业务。
娄底东站设有7条股道，其中Ⅰ、Ⅳ道为益湛铁路上下行正线，Ⅱ、Ⅲ道为沪昆铁路正线，5道为下行列车会让线，7、9道则为存车线。车站货场建于1996年，1998年投用以替代原娄底站的货运功能。货场面积38280平方米，内设有2条货物线。
车站附近未来计划建设湘中国际物流园多式联运中心，为此车站计划进行扩建改造。益湛铁路益娄段电气化工程计划在本站东咽喉，将益湛正线从北侧引入改为由沪昆上下行之间中穿引入；娄底东站则改建为一级两场车站，分设上行场和下行场；而本站至娄底站区间建设第四线：西咽喉客正线外包货正线，分别引入客场和到发场。